# SideOneDummy Records
SideOneDummy Records is een onafhankelijk platenlabel gevestigd in Los Angeles, Californië. Het label werd in 1995 opgericht door Joe Sib en Bill Armstrong die het vandaag de dag nog steeds runnen. Het genre van de gecontracteerde bands varieert van ska-punk tot celtic punk.
SideOneDummy brengt jaarlijks, na iedere editie van de Warped Tour, een compilatiealbum uit van die editie. Anno 2020 zijn er 23 compilatiealbums in deze reeks uitgebracht. Daarnaast valt ook de The Complete Control Sessions-serie onder het label, een reeks livealbums van verschillende bands, onder andere van The Bouncing Souls en Scream.

## Bands

### Actieve bands
Een incomplete lijst van bands die bij het label spelen. 
- Anti-Flag
- The Casualties
- Flogging Molly
- The Gaslight Anthem
- Goldfinger
- The Mighty Mighty Bosstones
- The Horrible Crowes
- Pup